# Kravoserija
Kërvasari en albanais et Kravoserija en serbe latin (en serbe cyrillique : Кравосерија) est une localité du Kosovo située dans la commune/municipalité de Theranda/Suva Reka et dans le district de Prizren/Prizren. Selon le recensement de 2011, elle compte 790 habitants, tous albanais.
Selon le découpage administratif du Kosovo, qui n'est pas reconnu par la Serbie, la localité fait partie de la municipalité de Malishevë/Mališevo.

## Démographie

### Évolution historique de la population dans la localité
| 1948 | 1953 | 1961 | 1971 | 1981 | 1991 | 2011 |
| ---- | ---- | ---- | ---- | ---- | ---- | ---- |
| 449  | 479  | 499  | 621  | 615  | 682  | 790  |

|  |